# Richard Reid Dobell

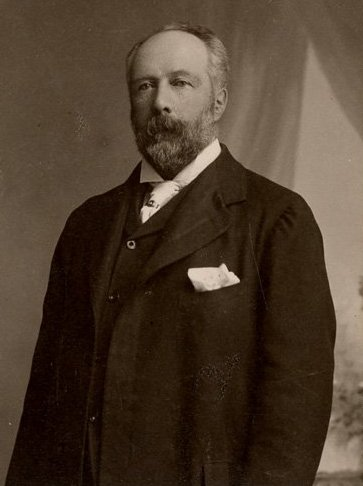
Richard Reid Dobell (um 1880)

Hon. Richard Reid Dobell, PC (* 1837 in Liverpool, England; † 11. Januar 1902 in Kent, England) war ein kanadischer Unternehmer und Politiker der Liberalen Partei Kanadas, der unter anderem zwischen 1896 und seinem Tode 1902 Mitglied des Unterhauses sowie Minister im achten kanadischen Kabinett war.

## Leben
Richard Reid Dobell besuchte das Liverpool College und wanderte 1857 in die Provinz Kanada ein, wo er als Unternehmer in der Holzwirtschaft tätig war, wobei er mit seinem Schwager Thomas Beckett in Québec Gründer von „R. R. Dobell & Co“ war, einer der größten Holzindustrieunternehmen ihrer Zeit. Nach dem Tode des bisherigen Abgeordneten John Hearn am 17. Mai 1894 kandidierte er als Parteiloser bei der dadurch notwendigen Nachwahl am 17. April 1895 im Wahlkreis „Québec West“ für das Mandat im Unterhaus, erhielt allerdings nur 157 Stimmen. Bei der Unterhauswahl am 23. Juni 1896 wurde er mit 1057 Stimmen im Wahlkreis „Québec West“ zum Mitglied des Unterhauses gewählt und konnte sich dabei gegen den bisherigen Abgeordneten Thomas McGreevy von der Liberal-konservativen Partei durchsetzen, auf den 826 Stimmen entfielen. Bei der darauf folgenden Unterhauswahl am 7. November 1900 wurde er in diesem Wahlkreis mit 1018 Stimmen wiedergewählt und gehörte dem Unterhaus bis zu seinem Tode am 11. Januar 1902 an. Während seiner Unterhauszugehörigkeit war er in der achten Legislaturperiode (1896 bis 1900) und der neunten Legislaturperiode (1900 bis 1902) durchgehend Mitglied der Ständigen Ausschüsse für Bankwesen und Handel, öffentliche Finanzen und Eisenbahnen, Kanäle und Telegraphenlinien.
Am 13. Juli 1896 wurde Dobell als Minister ohne Geschäftsbereich in das achte kanadische Kabinett unter Premierminister Wilfrid Laurier berufen und bekleidete dieses Amt bis zu seinem Tode am 11. Januar 1902. Die nach seinem Tode notwendige Nachwahl im Wahlkreis „Québec West“ am 29. Januar 1902 gewann der Liberale William Power per Akklamation.